# Reggenza di Pekalongan
La reggenza di Pekalongan (in indonesiano: Kabupaten Pekalongan) è una reggenza dell'Indonesia, situata nella provincia di Giava Centrale.